# Erin Manning
Erin Manning (née en 1969) est une philosophe, théoricienne culturelle et artiste canadienne. Elle est professeure (chaire en art relationnel) à la faculté des beaux-arts à l'Université Concordia à Montréal.
Après avoir dirigé le laboratoire de recherche-création SenseLab, elle fonde, avec le philosophe Brian Massumi, l'espace expérimental 3ecologies dans la province de Québec.
Ses travaux, inscrits dans l'héritage des philosophies d'Alfred North Whitehead, Jacques Derrida et Gilbert Simondon, constituent d'importantes contributions à la philosophie de l'art, à la philosophie de la danse et à l'activisme pour la neurodiversité.

## Publications

### En anglais
- Ephemeral Territories: Representing Nation, Home, and Identity in Canada (University of Minnesota Press, 2003)  (ISBN 0816639256)[6],[7]
- Politics of Touch: Sense, Movement, Sovereignty (University of Minnesota Press, 2007)  (ISBN 0816648441)[8],[9]
- Relationscapes: Movement, Art, Philosophy (MIT Press, 2009) (ISBN 978-0-262-13490-3)[10],[11]
- Always More Than One: Individuation's Dance (Duke University Press, 2013) (ISBN 978-0-8223-5334-8)[12],[13]
- with Brian Massumi, Thought in the Act: Passages in the Ecology of Experience (University of Minnesota Press, 2014) (ISBN 0816679673)
- The Minor Gesture (Duke University Press, 2016)  (ISBN 978-0-8223-7441-1)[14]

### En français
- avec Brian Massumi, Pensée en acte. Vingt propositions pour la recherche-création, trad. Armelle Chrétien, postface Yves Citton, Les Presses du réel, 2018[15]
- Le Geste mineur, trad. Aline Wiame, Les Presses du réel, 2019[16]